# Perspectivă
Perspectiva este o metodă de construcție a unei imagini bidimensionale intuitive care reflectă o structură tridimensională pornind de la reconstituirea procesului vederii umane. Imaginea rezultată este foarte apropiată de imaginile percepute prin văz, creându-se un spațiu virtual. Relația dintre privitor și tablou este definită de conceptul estetic de fereastră care separă spațiul fizic de cel reprezentat printr-o graniță distinctă (de obicei rama tabloului dar și elemente de arhitectură). Construcția spațiului virtual este dezvoltată prin definirea conceptelor geometrice specifice, sistemul de referință, coordonatele punctului, figuri geometrice plane și volumetrice, în sensul creării unui vocabular geometric complet pentru reprezentarea grafică a tuturor formelor din realitate. Perspectiva este definită deopotrivă ca o tehnică și o manifestare artistică: "Artă, tehnică de reprezentare pe o suprafață plană, a obiectelor în trei dimensiuni care apar ca atare de la o anumită distanță și dintr-o poziție dată" (Le petit Larousse -1993 pag. 769). Această definiție marchează caracterul dual de știință și artă al perspectivei precum și necesitatea ca punctul de vedere al observatorului să fie exact în locul punctului de observare calculat de artist. Deși această poziție fixă este de obicei ignorată în realitate datorită capacității de adaptare conjuncturală a ochiului uman, totuși artiștii au întotdeauna grijă ca distanța estetică să fie accesibilă în ansamblul tablou-privitor.
Descoperirea perspectivei liniare este plasată în timp în perioada Renașterii italiene. Metoda lui Brunelleschi (1420) este cea mai veche formulă de calcul a imaginii perspective. Cea mai importantă descoperire pe plan constructiv a acestei scheme este reversibilitatea biunivocă dintre motivul real și proiecția lui pe planul tabloului perspectiv așa cum sunt percepute ele de vederea umană. Ea apelează la epura axonometrică (cunoscută încă din antichitate) compusă din plan și elevație la care adaugă în cele două vederi poziția ochiului după teoria ferestrei albertiene. Metoda are avantajul că nu folosește punctele de fugă. Proiecția fiind obținută direct din planul tabloului prin linii de ordine în vederea vertical frontală. Calculul punctului de vedere asigură poziționarea desenului exact peste imaginea reală. Dezavantajul constă în liniile de ordine foarte lungi care pot fi cauza unor imprecizii în desen și a confuziilor care pot apărea în depistarea intersecțiilor. 
În acea epocă umanismul integrează domenii de cercetare foarte diverse iar Alberti remarcă legătura dintre geometrie și pictură creând o altă schemă pentru proiectarea unui pătrat denumită "constructione legitima". Alberti realizează acest sistem introducând în calcul poziția observatorului în relația lui cu tabloul și cu formele din realitate prin imitarea procesului vederii umane, respectiv prin exploatarea resurselor piramidei vizuale pentru calculul distanțelor la infinit. Noutatea sistemului constă în proiecția conică, respectiv proiectarea imaginii dintr-un punct fix aflat în fața tabloului suficient de aproape de el pentru a se forma piramida vizuală. Procesul este similar cu desenul pe un geam transparent având poziția ochiului fixă. Nu se ia în calcul vederea binoculară, aceasta este rezolvată mult mai târziu cu ajutorul fotografiei stereoscopice. În fapt toate dreptele din spațiu cu excepția dreptelor frontale au un punct de fugă pe tabloul perspectiv. Poziția  punctului de fugă se află în locul în care o rază vizuală paralelă cu dreapta din spațiu înțeapă tabloul perspectiv. Această modalitate de a trasa dimensiunile infinite cu ajutorul razelor vizuale finite care pleacă din ochi a îmbunătățit substanțial calitatea reprezentărilor figurative fiind utilizată atât în pictură cât și în arhitectură, ceea ce a însemnat un pas imens în dezvoltarea esteticii și a conceptului de frumos prin imitarea naturii (mimesis). Desenul din epură evidențiază adevărata mărime a unghiurilor formate între razele vizuale și tablou. Unghiul de 90 de grade din ochi desemnează poziția punctului principal de vedere iar cel de 45 poziția punctului de distanță. Adevărata mărime a unghiurilor este vizibilă în vederea orizontală. În punctul principal de vedere vor fugi dreptele de capăt iar în punctul de distanță diagonala pătratului.